# AliceSoft
AliceSoft (アリスソフト ArisuSofuto) (đôi lúc là Alice Soft) được thành lập vào năm 1989 là một nhà phát triển và xuất bản eroge dành cho thị trường máy tính; các loại máy tính thời kỳ đầu như PC-88 và PC-98 và sau đó là PC chạy hệ điều hành Microsoft Windows. Những tựa game đầu tiên của họ bao gồm Rance và Intruder phát hành đồng thời vào tháng 7 năm 1989. Công ty tiếp tục phát hành một số trò chơi mỗi năm mặc dù không phải lúc nào cũng dành cho người lớn. Đây là một thương hiệu được sở hữu bởi ChampionSoft Co., Ltd. (株式会社チャンピオンソフト Kabushiki-gaisha Chanpion Sofuto), công ty thành lập vào tháng 3 năm 1983.

## Danh sách tác phẩm
Series
- Rance[1]
- Tōshin Toshi[1]
- Dai Series[1]
- Tsuma Series
- Pastel Chime Series
- Beat Series
- Evenicle Series

Trò chơi
- Rance (1989)
- Intruder (1989)
- D.P.S (1989)
- Alice no Yakata (1989)
- Rance II (1990)
- D.P.S SG (1990)
- Tōshin Toshi (1990)
- D.P.S SG set 2 (1991)
- Rance III (1991)
- D.P.S SG set 3 (1991)
- Dr. Stop! (1992)
- Alice no Yakata 2 (1992)
- Super D.P.S (1992)
- Dalk (1992)
- prostudent G (1993)
- Ayumi-chan Monogatari (1993)
- Rance IV (1993)
- AmbivalenZ: Niritsuhaihan (1994)
- Uchyuukaitou Funny Bee (1994)
- Tōshin Toshi 2 (1994)[2]
- Alice no Yakata 3 (1995)
- Mugen Hōyō (1995)
- DPS Zenbu (1995)
- Rance 4.1 (1995)
- Rance 4.2 (1995)
- Only You (1996)
- Gakuen King (1996)
- Kichikuō Rance (1996)
- Ikenai Katsumi Sensei (1997)
- Kaeru nyo Panyōn (1997)
- Ikusamiko (1997)
- Alice no Yakata 4-5-6 (1997)
- Ōdō Yūsha (1998)
- DiaboLiQuE (1998)
- Pastel Chime (1998)
- Atlach=Nacha (1999)
- Prostudent Good (1999)
- Mamorigami-sama (1999)
- Mamatoto (1999)
- Hushaby Baby (1999)
- Darcrows (1999)
- Persiom (2000)
- SeeIn Ao (2000)
- 20 Seiki Alice (2000)
- Yoru ga Kuru! (2001)
- Only You - Re cross (2001)
- Daiakuji (2001)
- Tsumamigui (2002)
- Beat Angel Escalayer (2002)
- Rance 5D (2002)
- Mama Nyonyo (2003)
- Tsumamigui 2 (2003)
- Les Chairs Cruelles (2003)
- Daibanchou (2003)
- Night Demon (2003)
- Daibanchō: Big Bang Age (2003)
- Majo no Shokuzai (2004)
- Rance VI: Zesu Hōkai (2004)
- Alice no Yakata 7 (2004)
- Pastel Chime Continue (2005)
- GALZOO Island (2005)
- Yokubari Saboten (2006)
- Tsumashibori (2006)
- Sengoku Rance (2006)[3]
- Ojōsama o Iinari ni suru Game (2007)
- Double Sensei Life (2007)
- Chōkō Sennin Haruka (2008)
- AliveZ (2008)
- AliveZ Quik (2008)
- Tōshin Toshi 3 (2008)
- Momoiro Guardian (2009)
- Vanish! Oppai no Kieta Ōkoku (2009)
- Boku dake no Hokenshitsu (2009)
- Alice 2010 (2010)
- Shaman's Sanctuary Miko no Seiiki (2010)
- Daiteikoku (2011)
- Rance Quest (2011)
- Rance Quest Magnum (2012)
- Oyako Rankan (2012)
- Pastel Chime 3: Bind Seeker (2013)
- Drapeko! (2013)
- Rance 01 (2013)
- Rance IX (2014)
- Beat Angel Escalayer R (2014)
- Blade Briders (2014)
- Evenicle (2015)
- Rance 03 (2015)
- Tsumamigui 3 (2016)
- Heartful Maman (2017)
- Choko Shinki Ixseal (2017)
- Rance X (2018)
- Evenicle 2 (2019)
- Hentai Labyrinth (2020)
- Dohna Dohna (2020)
- Beat Wars Escalation Heroines (2020)